# Cinéma sous le Troisième Reich
Pour un article plus général, voir Cinéma allemand.

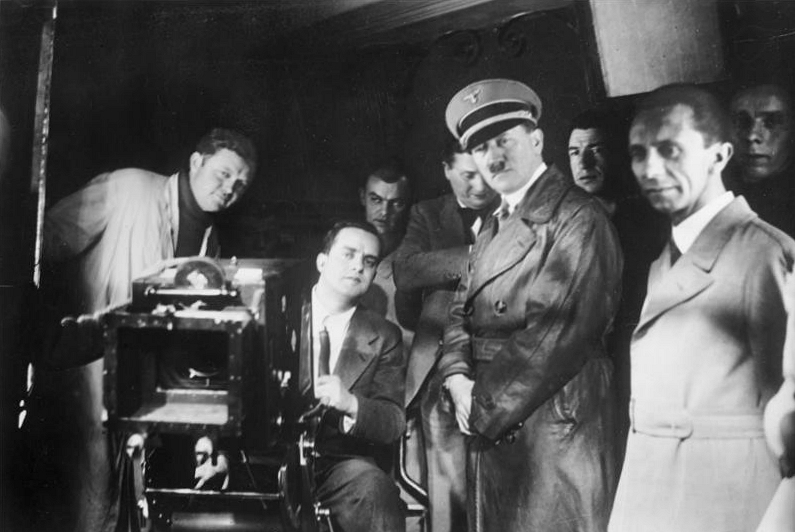
Adolf Hitler et Joseph Goebbels visitent les studios de la UFA, en 1935.

La période du cinéma sous le Troisième Reich est l'histoire du cinéma allemand entre 1933 et 1945. Ce cinéma est marqué d'abord par une « aryanisation » radicale, c'est-à-dire l'éloignement des artistes juifs, ainsi que par l'étatisation progressive des structures artistiques et par des orientations politiques marquées. Il fait suite à la période plus diversifiée artistiquement parlant du cinéma sous la République de Weimar, que d'aucuns ont qualifiée d'« âge d'or du cinéma allemand ». Néanmoins, contrairement à une idée répandue, les films de propagande ne représentent qu'une infime partie des métrages réalisés sous le régime nazi. Joseph Goebbels, ministre de la Propagande et de l'Éducation du peuple, qui a sous sa tutelle l'industrie cinématographique allemande, la mène certes d'une main de fer, notamment en imposant ses choix dans diverses scénarios ou pour un acteur ou une actrice en particulier. Mais il a compris, dès 1933, que le public se désintéresse des films marqués idéologiquement. Ainsi, les films réalisés sous le Troisième Reich ne seront pas des odes au régime, mais la plupart du temps des divertissements ou des films historiques, parfois et discrètement marqués d'anglophobie et d'antisémitisme. Par ailleurs, la mise au pas du cinéma allemand a affaibli son potentiel de modernité « internationale ». L’histoire du cinéma n’a pas vraiment retenue les noms des réalisateurs des films tournés sous Goebbels en dehors de Leni Riefenstahl, Veit Harlan ou Pabst qui restent aujourd'hui encore auréolés de prestige.
Les thèmes traités dans les longs métrages nazis changent au gré de la situation géopolitique de l'Allemagne. Ainsi, Le Juif Süss, réalisé par Veit Harlan en 1940 obtient un grand succès et est considéré comme emblématique de l'incursion nazie et antisémite dans le cinéma allemand. Réalisé en 1944, Kolberg, en s'inspirant d'un évènement historique des guerres napoléoniennes, vise à redonner espoir et combativité au peuple alors que la Seconde Guerre mondiale est quasiment perdue pour l'Allemagne. Entre 1933 et 1945, le cinéma allemand est le deuxième cinéma du monde quant au nombre de films produits, qui sont diffusés progressivement dans toute l'Europe occupée. Il bénéficie de nombreuses avancées technologiques et artistiques, notamment par le travail de cadrage et d'ambiance de Leni Riefenstahl (usage du travelling, de caméras sur rails et de caméras sous-marines) ou l'invention du cinéma en couleur avec Agfacolor, dont le film La Belle Diplomate est le premier à utiliser la technique.

## Histoire

### Un cinéma amputé de talents exilés

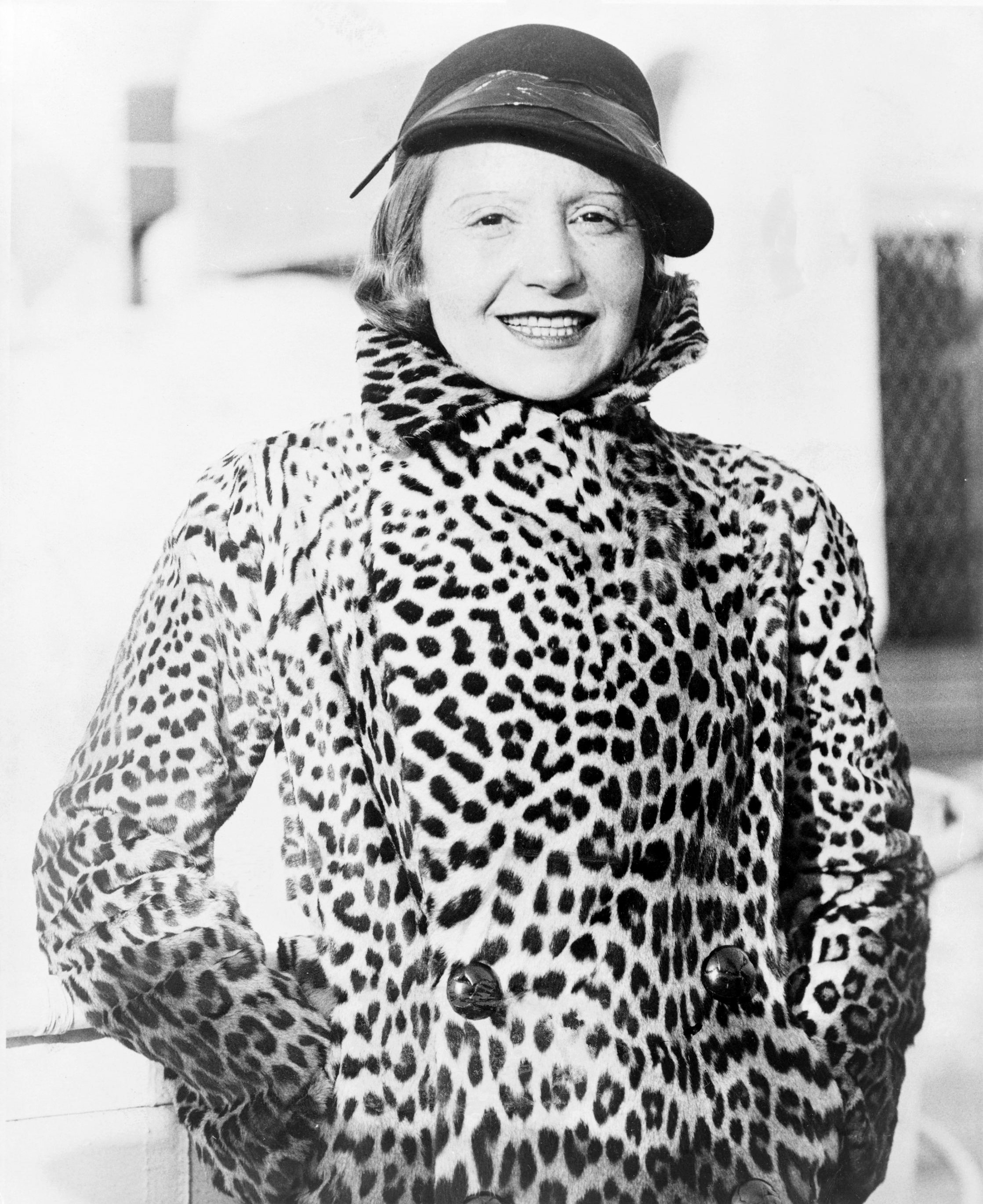
L’actrice Elisabeth Bergner. Autrichienne et juive, elle émigre en 1938 après l’Anschluss.

En 1933, dès l'arrivée au pouvoir des nazis, le style de la production change rapidement. Plus d'un millier de personnes travaillant dans les métiers du cinéma choisissent l'émigration ou y sont contraintes. Le cinéma allemand, qui a tenu tête à l'industrie hollywoodienne jusqu'à l'avènement du cinéma parlant, se voit privé de grandes personnalités parties à l'étranger, dont les réalisateurs Fritz Lang, Robert Wiene, Henrik Galeen ou, plus tard, Detlef Sierck (le futur Douglas Sirk), le chef opérateur Eugen Schüfftan et les acteurs Fritz Kortner, Peter Lorre, Conrad Veidt ou, plus tard, les actrices Brigitte Helm et Elisabeth Bergner. En raison de la politique d’aryanisation du cinéma menée par le régime nazi, les Juifs ne peuvent plus exercer leur métier en Allemagne. La loi du 6 juin 1933 interdit aux Allemands qui ne sont pas de « pure souche », de travailler dans le cinéma et des valeurs montantes du cinéma allemand, comme Kurt Bernhardt, Robert Siodmak ou Max Ophüls, sont ainsi contraintes à l'exil. Certains artistes n'ayant pu fuir seront, comme Kurt Gerron, tués dans les camps de concentration.

### Une passion du Führer
Passionné de cinéma, Adolf Hitler regardait régulièrement des films (parfois trois dans la même soirée), imposait à ses invités après un dîner officiel le visionnage d'un film et pouvait même annuler des réunions pour cela. Il a vu au moins une vingtaine de fois le Siegfried de Fritz Lang, qu'il avait même envisagé de nommer à la direction de l'industrie cinématographique allemande, malgré ses origines partiellement juives. Bien que ces films étaient boycottés officiellement par l'Allemagne nazie à partir de 1935, il se plaisait à regarder des dessins animés américains comme Blanche-Neige et les Sept Nains ou des Mickey Mouse.

### Ralliement et organisation
Joseph Goebbels s'intéresse très tôt au potentiel du cinéma comme instrument de propagande. Adolf Hitler et lui-même sont par ailleurs des cinéphiles. Il propose à Fritz Lang, dont il admire certains films (Les Nibelungen, Metropolis) un poste dans la Internationale Filmkammer, IFK (Camera internazionale del film/Bureau international du cinéma). Fritz Lang — dont la mère était d'origine juive — refuse et s'exile en France avant de rejoindre les États-Unis. Goebbels peut néanmoins compter sur la collaboration de quelques pionniers du cinéma allemand comme Carl Froelich, Carl Hoffmann, Peter Ostermayr, Paul Wegener ou Walter Ruttmann, mais aussi de techniciens importants de la période expressionniste comme Fritz Arno Wagner, Günther Rittau, Otto Hunte, Walter Reimann, Walter Röhrig ou Hermann Warm. De grands acteurs de l'époque du cinéma muet et des débuts du parlant, par conviction ou par opportunisme, travaillent aussi pour une industrie cinématographique allemande désormais contrôlée par le pouvoir nazi : Alfred Abel, Lil Dagover, Gustav Fröhlich, Gustaf Gründgens, Emil Jannings, Rudolf Klein-Rogge ou Werner Krauss. Certaines personnalités du cinéma allemand qui professaient des idées de gauche sous la République de Weimar se rallient au régime nazi comme les réalisateurs Phil Jutzi et, plus tard, Werner Hochbaum ou s'en accommodent à l'image de l'acteur Heinrich George ou des réalisateurs Erich Engel, Gerhard Lamprecht et même Georg Wilhelm Pabst, après son retour en Allemagne en 1939.
La loi nationale-socialiste sur le cinéma est votée le 16 février 1934. Tous les scénarios sont contrôlés par un Reichsfilmdramaturg (censeur cinématographique du Reich) afin de vérifier leur conformité avec la doctrine nazie. Une fois le film terminé, il est soumis à un comité de censure issu du ministère de la Propagande. Cette procédure de contrôle s'applique également aux films étrangers et, à partir de l’ordonnance du 3 juillet 1935, pour les films réalisés avant 1933 (ceux-ci doivent être examinés jusqu’au 30 décembre 1935, courant le risque de perdre leur visa d’exploitation). Les films censurés n'entrent officiellement pas dans le cadre des trois mentions (Prädikat) décernées par le ministère :
- Groupe I : film d’intérêt national[4]
- Groupe II : film reconnu[4]
- Groupe III : film recommandé aux jeunes[4]

Aussi, les films contraires à la volonté du gouvernement, adaptés d’ouvrages d’auteurs placés sur une liste noire (Z-Liste), ou bien réalisés et interprétés par des Juifs ou des acteurs ayant quitté l’Allemagne (à l’instar de Marlene Dietrich) sont interdits. Néanmoins, cette politique s’ancre dans une tradition plus ancienne : en 1929, une forme de censure existait déjà si les films n'entraient pas dans les Prätikat suivants : « artistique », « propre à la formation du peuple » ou « instructif ».
La Chambre de la culture du Reich, ainsi que sa subdivision de la Chambre du film du Reich (Reichsfilmkammer, la première chambre créée, dès 1933) est chargée de promouvoir l’art allemand selon les idéaux prônés par le NSDAP. En 1937, le président de cette Chambre est Oswald Lehnien.

### Seconde Guerre mondiale
Pendant la Guerre, la production cinématographique se partage entre des films de propagande comme Le Juif Süss (Jud Süß) de Veit Harlan (1940), des films de divertissement comme Ce diable de garçon (Die Feuerzangenbowle) de Helmut Weiss (1944) et des films à caractère historique se situant entre le divertissement et la propagande comme ceux consacrés à Frédéric le Grand (avec régulièrement Otto Gebühr dans le rôle principal). C'est au plus fort de la Guerre que les plus grosses productions allemandes sont tournées à l'exemple de La Ville dorée (1942), un Heimat-Film, ou de Kolberg (1944) de Veit Harlan, ou encore le film en couleur Les Aventures fantastiques du baron Münchhausen de Josef von Báky. Les grandes fresques historiques ou les films de pure propagande comme Le Juif éternel (Der ewige Jude, 1940) ou Retour au foyer (Heimkehr, 1941) laissent parfois la place à des histoires d’amour, réalisées pour la première fois en couleur grâce à la technique allemande de l'Agfacolor (La Belle Diplomate de Georg Jacoby, 1941), ce qui permet au public d’échapper à la tristesse du quotidien et d'oublier l’horreur des bombardements. Goebbels déclare ainsi : « la bonne humeur a son importance dans la bonne marche de la guerre ».
Entre 1943 et 1944, au plus fort des bombardements alliés, le nombre de spectateurs dépasse pour la première fois le milliard, ce qui fait du cinéma allemand le deuxième au monde, après le cinéma américain. Les plus grands succès du cinéma allemand pendant la Guerre appartiennent au genre de la romance :
- Un grand amour de Rolf Hansen, 1942 – 8 millions de Reichsmark (RM)
- L'Épreuve du temps d'Eduard von Borsody, 1940 – 7,6 mio. de RM
- La Belle Diplomate de Georg Jacoby, 1941 – 7 mio. de RM
- Wiener Blut de Willi Forst, 1942 – 7 mio. de RM.

Nathalie de Voghelae déclare en ce sens : « Jusque dans les dernières années de la guerre, la UFA continue de produire des films respirant la joie de vivre et l'ambiance de villégiature promptes à faire oublier les tristes réalités de la vie et à susciter le réveil du moral des Allemands. Cette orientation répond pleinement aux exigences de Goebbels de participer à la guerre totale et de croire à la victoire coûte que coûte. Cependant, les productions s'épuisent et, entre 1944 et 1945, de nombreux films restent inachevés avant l’effondrement du national-socialisme ».
Pendant la guerre, les acteurs, réalisateurs et le personnel technique sont exemptés du service militaire : ils sont classés « UK ». Néanmoins, leurs conditions vont de mal en pis : Fritz Schuch, qui réalise Une journée fabuleuse (Ein toller Tag) aux studios de Neubabelsberg déclare à propos de cette période : « Presque chaque jour, il y avait des attaques aériennes. Le plus souvent, nous ne pouvions donc travailler qu'une ou deux heures, le matin, avant que la sirène ne se mit à hurler ». Un rapport de la UFA établit en septembre 1944 que 87 des 249 salles de cinéma du Deutsche Film Theater GmbH sont détruites ou inutilisables et qu'une grande partie des autres doivent changer d'emplacement. Malgré l'antagonisme l'opposant à Hermann Göring, grand mécène de théâtre, Joseph Goebbels met en place le difficile plan de reconversion de 270 théâtres et salles de spectacle en cinémas. Le public n'est néanmoins pas au rendez-vous, ne serait-ce que du fait de la place prise par la guerre dans la vie quotidienne.

## Propagande

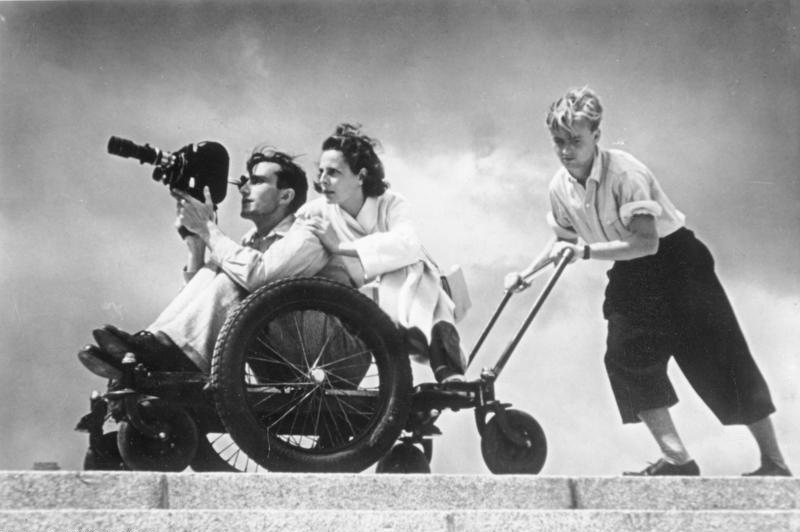
Leni Riefenstahl avec son cameraman, pendant le tournage des Dieux du stade, en août 1936.

### Grands films de propagande
Le régime nazi développe, à l'instar du régime soviétique, un cinéma de propagande en y consacrant de grands moyens. Ce cinéma est vite dominé par la figure de Leni Riefenstahl. Dès 1934, elle filme le congrès de Nuremberg dans Le Triomphe de la volonté (Triumph des Willens). Par la suite, elle magnifie les Jeux olympiques de 1936 à Berlin dans Les Dieux du stade (Olympia), inventant par là même de nouvelles techniques de cadrage et de montage qui influenceront de nombreux réalisateurs par la suite. D'autres cinéastes allemands de l'époque s'exercent avec un certain talent au cinéma de propagande comme Hans Steinhoff, le réalisateur du célèbre Jeune Hitlérien Quex (Hitlerjunge Quex, 1933), Veit Harlan, Karl Ritter ou Hans Bertram.
En dehors de quelques films phares, la production des films de propagande ne rencontre guère de succès auprès des spectateurs. Cherchant à distiller le message nazi dans des films grand public, le régime favorise la réalisation de films à caractère historique tels que La Jeune Fille Jeanne (Das Mädchen Johanna) de Gustav Ucicky (1935), qui donne à voir sous les traits d'une Jeanne d'Arc guidant un peuple désespéré une allégorie d'Hitler. De grandes figures de la culture ou de la science allemande sont célébrées à des fins de propagande comme dans La Lutte héroïque (Robert Koch, der Bekämpfer des Todes) de Hans Steinhoff (1939). Le cinéma de propagande, notamment par le biais de documentaires, va jusqu'à instiller des contre-vérités historiques : par exemple, dans Vestiges du passé allemand (Zeugen deutscher Vorzeit, 1941), on présente de réelles fouilles archéologiques comme la découverte de vestiges et de dessins proche de la svastika, « preuves tangibles du caractère ancestral de la civilisation germanique ». Des documentaires contribuent aussi à cette propagande, comme L’élite SS Adolf Hitler en action (Leibstandarte SS Adolf Hitler im Einsatz, 1941) qui présente l’avancée d’une troupe d’élite de Berlin à Athènes, ou Sterilisation beim Manne durch Vasorektion (1936), qui présente « les opérations chirurgicales de stérilisation chez l'homme par vasectomie. Filmées dans un hôpital ultramoderne, ces scènes visent à démontrer la rapidité de cette intervention, réalisée sous anesthésie locale, en seulement cinq à dix minutes ».

### Limite de la propagande
En 1933, parmi les trois premiers films « commandés » par le nouveau régime, on relève S.A.-Mann Brand, Hans Westmar et Le Jeune Hitlérien Quex. Si ce dernier film obtient un vrai succès populaire, et une empathie du public à propos de la mort du héros, l’adhésion du public à de tels métrages politiques est un échec. Par exemple, le film S.A.-Mann Brandt, s'il bénéficie d’un avis officiel élogieux (un communiqué officiel fait part d’un film « particulièrement recommandé pour sa valeur artistique »), des officiels reconnaissent officieusement qu’il s’agit d’un « navet de circonstance ». Goebbels, fasciné par le cinéma soviétique qu'il trouve néanmoins trop « moral », va s’en inspirer pour éviter dès lors les films de propagande explicites, mais plutôt la production de « films à grand budgets à l’esthétique recherchée et soignée ». On s’oriente dès lors vers des divertissements : comédies musicales, films « téléphones blancs », Heimatfilm ou films sur le passé prussien. Ainsi, sur les 1350 longs-métrages produits entre 1933 et 1945, on compte 1200 divertissements.
Concernant les documentaires produits par le régime, Christian Delage écrit en substance que « l'uniformisation est de mise. Ceci nécessite une organisation et une planification du management, afin d'engendrer des standards de production, tout en trouvant des nouveautés, en suscitant la surprise pour présenter un documentaire qui serait à la fois déjà connu tout en n'ayant jamais existé ».
Nathalie de Voghelae note : « l'idée est donc qu'un film nazi doit être avant tout une œuvre d'art, mais pas de n'importe quel art, uniquement de l'art national-socialiste. Ainsi, afin d'endiguer tout bourrage de crâne trop intensif, la plupart des films allemands n'ont pas, trop ouvertement, des buts propagandistes. [...] Dès lors, un bon film de propagande est un film où on ne voit pas la propagande ». En 1937, Joseph Goebbels prononce un discours au premier congrès annuel de la Chambre nationale du film : il édicte plusieurs directives, notamment sur les scénarios qui doivent toucher le public, opter pour une langue compréhensible de tous et, lorsqu'on adapte un livre, être dans un style « purement cinématographique ».

## Thèmes développés
Comme le montre Siegfried Kracauer dans De Caligari à Hitler, la rupture entre le cinéma sous la République de Weimar et le Troisième Reich n'est pas totale ; même, certaines thématiques trouvent des résonances dans les deux périodes. Parmi les films précédant le Troisième Reich, on remarque la présence de certains thèmes dont le futur régime se portera garant : le nationalisme (La dernière compagnie ; Die letzte Kompanie en 1930), la jeunesse (Un champ de compagnon pour le salut ; Ein Burschenlied aus Heidelberg en 1930), l’antisémitisme (Favori de Dieu ; Liebling des Götter en 1930), la mise en exergue d’un héros de l’histoire allemande (Le Concert de flûte de Sans-Souci ; Das Flötenkozert von Sans-Souci, toujours en 1930), le Heimat-Film (L’Héroïque Embuscade ; Der Rebell en 1932) et enfin la notion de sacrifice (L’Aube ; Morgenrot en 1933). Nathalie de Voghelaer note trois idées importantes dans le processus : le « renforcement de la cohésion nationale », le « respect de la tradition » et l’« extermination des sous-hommes », en précisant néanmoins que ces lignes évoluent au gré de la situation géopolitique internationale. Également, elle relève trois thématiques récurrentes dans l’art populaire prôné par le régime : la « mythologie et la Grèce antique », le « néo-classicisme » (notamment l’histoire de la Bavière et de l’Allemagne) ainsi que l’« idéologie nazie » (fusionnant la politique et l’art), et des discours politiques en cohérence avec la politique du régime : l’antibolchévisme et l’antisémitisme. Trois autres thèmes sont également récurrents dans les films documentaires :
- « la cosmogonie qui inscrit le racisme et l'antisémitisme dans une exaltation de la nature originelle et du foyer germanique »[17]
- « la recherche de la légitimité et d'une cohésion nationale dans l'instauration du Troisième Reich »[17]
- « la représentation des catégories sociales et des modèles culturels annonçant l'avènement d'un État racial millénaire »[17]

Nathalie de Voghelaer note, également, selon les théories nazies exposées dans la presse de l'époque, que le cinéma « est défini comme un instrument destiné à populariser, chez les spectateurs de cinéma, les grands thèmes du nouveau régime en mettant en avant la spécificité allemande, le nationalisme, l’armée… Certains producteurs se conforment à cette idéologique nazie et la suivent dans les œuvres qu’ils promotionnent. Ce positionnement peut se comprendre car il est en relation directe avec le contexte de l’époque : la défaite subie lors de la Première Guerre mondiale et l’humiliation du traité de Versailles. De plus, les pouvoirs économiques et culturels connaissent une très forte hausse. Les protagonistes qui adhèrent à ces nouvelles idées ont, dès lors, l’impression de participer à une certaine reconstruction de l’Allemagne, tout en favorisant l’avènement d’une société nouvelle ».

### Documentaires
Les premiers films du régime sont en fait des documentaires (Kulturfilm), réalisés dès 1932 par le NSDAP à sa propre gloire. Ces métrages sont néanmoins d'une qualité relative, le parti n’ayant ni le temps, ni l’argent nécessaires pour créer ex nihilo une force cinématographique. Sa stratégie va donc être de mettre sous tutelle l'industrie du cinéma, florissante sous la République de Weimar, afin de profiter de son expérience et de son aura, puis de la concentrer en monopole. Le régime relance dès lors l’industrie cinématographique, moins productrice depuis la fin des années 1920. En 1935-1936, les studios sont alors utilisés à 95 %, le nombre de courts-métrages double et on compte 20 % de plus de longs-métrages ; les spectateurs suivent, puisque leur nombre est multiplié par 4. En outre, l’Allemagne est alors le plus gros producteur de films au niveau européen (80 films par an) et le deuxième mondial derrière les États-Unis. Ces succès sont liés notamment à des innovations, comme les nouvelles pellicules ou la mise au point de nouveaux cadrages. Certes, pendant la Seconde Guerre mondiale, certains artistes doivent s’engager, mais, en 1943, pas moins de 83 longs-métrages sont produits.

### Films sur l'euthanasie
Pour ce qui préfigurera le Programme Aktion T4 (la loi du 14 août 1934 autorise déjà leur stérilisation), des films insistent sur la nécessité de l’euthanasie des handicapés : L’Héritage (Das Erbe, 1935) use de métaphores animales (chien contre hérisson, chat contre perdrix) pour « illustrer la lutte permanente opposant les différents animaux entre eux et la sélection naturelle qui s’opère selon la loi du plus fort ». En 1934-1935, deux films muets sont réalisés : Toute la vie est lutte (Alles Leben ist Kampf) et Maladie héréditaire (Erbkrank) ; le premier use encore de la métaphore animale en montrant qu'une espèce différente intégrée dans un nouveau milieu est inutile, et expose de façon détournée des raisons « politique, financière et sociale » pour faire passer le lourd message de la nécessité de l’euthanasie ; le second énumère des reproches faits à ces handicapés (viol, alcoolisme, pyromanie), leur coût supposé (1,2 milliard de Reichsmark, contre 713 millions à l’administration du Reich) et place « bien en évidence, dans le même cadre filmique, des êtres dont certains sont condamnés à rester dans un état quasi-végétatif et des infirmières dont la jeunesse et l’entrain semblent gâchés par une telle proximité ». La loi sur l’euthanasie sera autorisée en 1939.

### Films antisémites
Des films antisémites sont également réalisés. Néanmoins, comme le note Nathalie de Voghelae, « à l’instar des idées prônées par le Parti, il est important, dans les documentaires, que la haine des Juifs n’apparaisse pas comme résultant d'une volonté préétablie par les autorités nazies mais comme émanant de la réalité même des mœurs et du comportement de ceux qui constituent l'antirace ». Le pseudo documentaire Le Juif éternel, réalisé par Fritz Hippler se propose par exemple d’exposer de façon didactiques les « tares » des Juifs : physiques (« spécifiques aux hommes et aux femmes juives »), sociétal (« on dénonce leur mode de vie dans les ghettos comme étant une réalité tout en insistant sur la barbarie de leurs coutumes religieuses ») et sociales (« on compare les Juifs à des parasites et plus précisément à des rats »). Un commentaire présent dans le film dit ainsi : « Partout où ils surgissent, les rats causent la ruine du pays, détruisant les biens et la nourriture des hommes. C’est ainsi qu'ils propagent des maladies telles que la peste, la lèpre, le typhus ou le choléra. Ils sont sournois, peureux et cruels et apparaissent la plupart du temps en bande. Ils représentant parmi les animaux l’élément de destruction perfide et souterrain. Exactement comme les Juifs parmi les hommes. Le peuple parasite des Juifs regroupe une grande partie des criminels internationaux ». Néanmoins, le film va parfois à contre-courant puisque certaines scènes, comme « cette image d’une petite fille qui sourit timidement [et qui] est pleine d’émotion et de beauté », émeuvent le public. Dans le pseudo documentaire Theresienstadt (ou Le Führer offre une ville aux Juifs) (Der Führer schenkt den Juden eine Stadt, 1944-1945), le régime va jusqu’à présenter le camp de concentration de Theresienstadt (Autriche) comme un « camp modèle », montrant les détenus faisant des activités ludiques et intellectuelles. Le réalisateur juif Kurt Gerron, alors emprisonné dans le camp où il tient un cabaret pour distraire les autres détenus, est forcé de le réaliser. Après la réalisation de ce film, Gerron est déporté dans le dernier convoi pour Auschwitz, où il est ensuite gazé dès son arrivée, avec son équipe technique.
Il convient de noter que la Chambre du film du Reich ne favorise que rarement les films politiques et donc antisémites, ce qui explique leur petit nombre. Le premier film de fiction antisémite est Les Rothschilds (1940), d'Erich Waschneck, qui retrace l'ascension de la famille Rothschild après son enrichissement lors des guerres napoléoniennes et veut par là prouver que les Juifs sont les seuls responsables de la guerre. Le Juif Süss, réalisé la même année, constitue l'une des rares incursions du cinéma nazi dans un vrai discours de propagande raciale ; le caractère antisémite et la volonté délibérée du réalisateur ont été longuement débattus, Veit Harlan se défendant en avançant que « tout refus d'obéir l'aurait entraîné devant un peloton d'exécution ».

### Films anglophobes
Des films anglophobes sont également réalisés, comme Le Président Krüger de Hans Steinhoff : ce dernier long-métrage présente des massacres commis par les Britanniques durant la guerre des Boers, l'établissement de camps de concentration et les discours « gâteux et hypocrites » de la reine Victoria. La critique n’est évidemment pas gratuite, et le parallèle historique est aisément devinable à la fin du film, lorsque le président boer Paul Kruger déclare : « Voilà comment l'Angleterre a soumis notre petit peuple par les moyens les plus cruels. Pourtant, le jour de la revanche finira par arriver. Je ne sais pas quand, mais tant de sang ne peut avoir coulé en vain, tant de larmes ne seront pas versées pour rien. Nous n'étions qu'un petit peuple faible. Des peuples grands et puissants se lèveront contre la tyrannie britannique. Ils écraseront l'Angleterre. Dieu sera avec eux. Alors la route sera ouverte vers un monde meilleur ».
Parmi les autres films anti-britanniques, on peut citer Carl Peters, qui prend comme cadre le monde colonial d'avant la Première Guerre mondiale, ou bien Ma vie pour l'Irlande et Le Renard de Glenarvon, lesquels se basent sur la guerre d'indépendance irlandaise et ses prémices, afin de dépeindre les Britanniques comme des oppresseurs. Dans Titanic, le scénario prend des distances avec la réalité historique en affirmant que c'est l'avarice des Britanniques qui a causé le naufrage du célèbre paquebot.

### Films historiques
Devant l'enlisement du conflit mondial, Goebbels infléchit dès 1941 sa politique cinématographique : « son objectif est à présent de dissiper dans l’esprit du peuple allemand l'idée d'une victoire proche et facile pour, au contraire, réveiller le civisme allemand en vue d'une guerre totale ». C'est par exemple pour cela que s'amoncellent les Fredericus-Filme, films biographiques des rois de Prusse Frédéric-Guillaume Ier, Frédéric-Guillaume II, Frédéric-Guillaume III et Frédéric II, ce dernier étant le plus représenté, notamment par l'acteur Otto Gebühr, alors très populaire en Allemagne. Le choix de cette période est clivant, puisqu'elle est assez lointaine pour prendre des libéralités sur les scénarios tout en conservant le prestige de ces monarques dans l'imaginaire collectif allemand ; d'autre part, ils sont vus comme des référents par Adolf Hitler, proposent une gamme de caractères adaptables à plusieurs postures idéologiques et enfin rejoignent l’ambition d'agrandir l'Allemagne (à l'époque la Prusse).
Ces films concentrent plusieurs thèmes récurrents : le monarque qui agit tel un guide, une « figure bienveillante mais inflexible », des Autrichiens insouciants et efféminés, des Français courtisans et intrigant et une Prusse frugale, contrastant avec l'opulence insolente de ses ennemis. Parmi ces films, on peut citer Les Deux Rois (1935) de Hans Steinhoff sur un scénario de Thea von Harbou (ce film insistant sur le message de l'obéissance paternelle) ou Le Grand Roi (1942) de Veit Harlan. Dans ce second film, on peut relever des répliques laissant penser à une attitude à avoir par rapport à l'actualité de la guerre : « douter de la victoire, c'est de la haute trahison » ou « il fuit devant le combat, il fuit devant la vie » ; pourtant les directives des autorités compétentes vont contre cela ; elle déclarent : « Ce film, excellent tant du point de vue artistique que du point de vue de la vulgarisation, mérite une attention particulière de la part des journaux. Néanmoins, dans les commentaires, toute comparaison entre Frédéric II le Grand et le Führer est à éviter par tous les moyens, de même que toute analogie avec l'époque actuelle, en particulier la note pessimiste qui se dégage à plusieurs reprises des dialogues au début du film, ne doit en aucun cas être identifiée à l'attitude du peuple dans la guerre présente ». De grands moyens sont mis à disposition pour le film, comme « l’aide de soldats et de la police de Berlin » et la réquisition de 5 000 chevaux. Néanmoins, c'est le film Kolberg qui fait prendre conscience du gigantisme des superproductions de l'époque : 8 millions et demi de marks sont dépensées et 180 000 soldats sont réquisitionnés pour certaines scènes. Veit Harlan, le réalisateur, note même : « du sel fut amené en wagons entiers pour figurer de la neige dont devait être recouverte la jetée du pont. Des quartiers de la cité de Kolberg furent reconstruits en décors près de Berlin pour être bombardés par les canons de Napoléon puis incendiés. Six caméras - dont une sur un bateau et une autre dans la nacelle d'un ballon captif - filmèrent simultanément la chute de la ville […] je provoquais une inondation autour de Kolberg en faisant dévier la rivière Persante par plusieurs canaux spécialement construits dans ce but ». Le film, apologie du sacrifice, s'achève sur cette phrase : « le meilleur naît toujours de la douleur ». Il sera parachuté aux soldats défendant la forteresse de La Rochelle « pour inciter ce bastion allemand à résister en attendant l'arrivée des renforts ».

### Traitement cinématographique de la société
Le cinéma de la période véhicule peu de figures féminines de premier plan. Dans le film Le Juif Süss, la mort de Dorothée l’érige en martyre. Parmi les actrices les plus populaires, on peut citer Lil Dagover, Margot Hielscher, Brigitte Horney, Zarah Leander, Marika Rökk et Kristina Söderbaum. Néanmoins on relève un certain nombre de documentaires instructifs réalisés pour les BDM. En effet, les jeunes (les filles mais surtout les garçons), représentant l’espoir du régime, et une masse influençable par l'éducation et l’embrigadement, n’est pas négligée. On veut en effet les détacher du corps familial, pour lui substituer l’autorité des Jeunesses hitlériennes et, de fait, du Führer. On oppose ces deux conceptions, en vantant par là même un univers champêtre mythifié : le film Le Chemin vers nous (Der Weg zu uns, 1939) qui met en face une ville industrielle fournie d'usines avec un camp de jeunesse organisé dans la nature ; aussi, le film Rivage hostile (Feindliche Ufer, 1938) raconte la confrontation entre des salariés d'usine et des salariés agricoles. On évite aussi de montrer des rôles d’universitaires à l’écran (susceptibles de développer un esprit critique chez les étudiants) et on propose, sous la forme de jeux, la préparation au combat par exemple dans les films Soldats de demain (Soldaten von Morgen, 1941), Les cadets apprennent à voler (Pimpfe lernen fliegen, 1941).
Cette opposition se poursuit dans les films destinés aux adultes, le monde agricole étant mis en avant, en dépit de la réalité industrielle de l’Allemagne. Des films traitent bien de la vie des ouvriers, mais c’est davantage pour insister sur l’idée de cohésion et d’uniformité (comme dans les chantiers de Ils sont quatre cents à construire un pont ; Vierhundert bauen eine Brücke, 1937) : par exemple, L’Allemagne au travail rend compte de la dilution de l’individualité de ceux qui travaillent en usine, mais idéalise en même temps les soirées de l'ouvrier, le montrant en train de s’occuper du jardin et du potager de sa maison ; le documentaire Vie quotidienne entre les tours des mines de charbon (Alltag zwischen Zechentürmen, 1938) reprend le même principe, mais pour un mineur. Aussi, Ouvriers allemands en vacances (1936), permet d’entrevoir pour cette classe sociale des perspectives inimaginables sous la République de Weimar, le documentaire présentant les congés d’une famille au Portugal et à Madère (choix de destination qui permettent aussi d’insister, en comparaison, sur le développement économique allemand).

## Quotidien du cinéma allemand

### Un département contrôlé par Joseph Goebbels

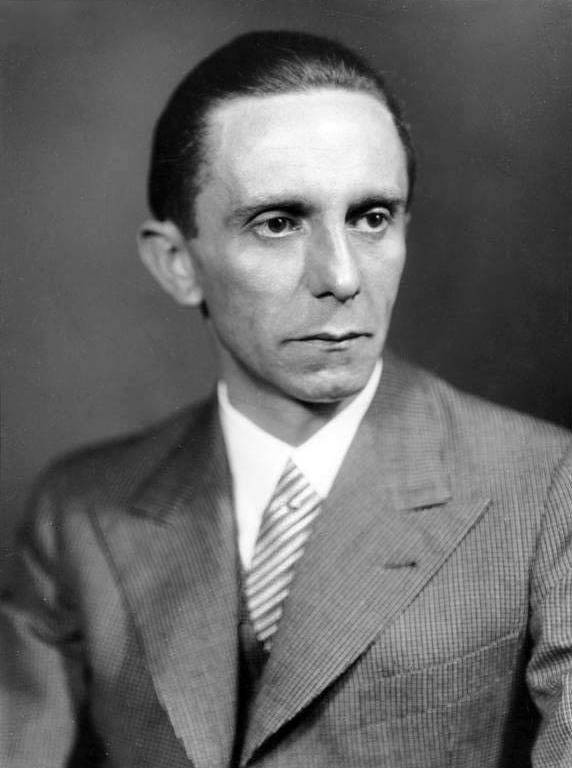
Portrait du ministre de la Propagande et de l'Éducation du peuple, Joseph Goebbels, par Heinrich Hoffmann.

Les affaires courantes liées au cinéma allemand sous le IIIe Reich dépendent du ministère du Reich à l'Éducation du peuple et à la Propagande, dirigé par Joseph Goebbels. Le réalisateur Veit Harlan, dans son livre Le cinéma allemand selon Goebbels (1974) décrit de façon détaillée ses différents entretiens avec Goebbels, et la manière dont se préparait la réalisation d'un film (« du synopsis à l’exploitation »): le réalisateur envoie ses projets de scénario au ministre, qui donne son aval sur le thème, la distribution et les scènes tournées, étant ainsi parfois à l’origine de profonds remaniements et révisions. Une fois le film tourné, il est projeté au ministre dans la salle de projection du ministère : souvent, Joseph Goebbels procède à de nouveaux remaniements (retrait d'une scène, demande de changement de fin, etc.). Veit Harlan note ainsi : « Je devais apporter sans cesse des modifications et celles-ci furent à leur tour modifiées. Par endroits, on pouvait voir, dans le scénario, le redoutable « crayon vert ministériel » dont se servait Goebbels. Il fallait insérer des passages entiers écrits par Goebbels lui-même. Le « crayon vert » avait force de loi ».
Le président de la Chambre du film, Oswald Lehnien, déclare en 1937 que le cinéma est « une synthèse d’éléments artistiques, politiques et économiques » et doit être un « facteur de civilisation obéissant à l’idéologie du régime ». En 1941, Fritz Hippler, qui dirige le département cinématographique au ministère de la Propagande, déclare : « Comparé aux autres arts, le cinéma par sa faculté d’agir directement sur le sens poétique et l’affectivité (et donc sur tout ce qui n’est pas intellectuel) a, dans le domaine de la psychologie des masses et de la propagande, un effet pénétrant et durable ».
Néanmoins, Veit Harlan considère que l’intérêt du ministre pour le cinéma, sans doute esthétiquement véritable, n’enlève en rien au « mépris sans limite » qu'il nourrissait pour la corporation ; « en bon ministre de la Propagande, il exploitait la popularité des acteurs et des cinéastes et s’en servait cyniquement pour ses propres fins ». Goebbels le disait lui-même, « on ne se place pas soi-même, on y est placé ». Il lui déclare par exemple : « Vous, les acteurs, vous nous devez tout. C’est nous, les nationaux-socialistes qui avons fait de votre métier une profession respectable. Nous vous faisons gagner davantage que nos plus grands hommes de science ».
La critique cinématographique est censurée sous le Troisième Reich. Il convient pourtant de reconnaître qu’elle était très peu développée sous la République de Weimar. En 1933, on les remplace par des « comptes rendus » et, par la loi du 22 septembre 1933 (qui s’applique pour tous les journalistes), les critiques sont placés par la Chambre de la Culture du Reich sous le contrôle du ministère de la Propagande (à partir du 4 octobre, cette loi vaut aussi pour les rédacteurs-en-chef). Néanmoins, des journaux comme le Deutsche Allgemeine Zeitung ou le Deutsche Zunkunft faisant preuve de trop de libertés voient, par une ordonnance du 26 novembre 1936 les critiques d’arts remplacés par des « chroniqueurs artistiques », les plaçant donc sous une tutelle totale du ministère. Dès lors, les critiques s’apparentent davantage à des panégyriques des films étudiés ou bien à de simples synopsis.

### Un «star-system»?
Il a toujours existé dans le cinéma allemand ce que les Américains appellent des stars, mais jamais de « star-system » comparable à ce qui se passait à Hollywood. De nombreux dirigeants nazis ont ainsi dénoncé ce mode de fonctionnement, qu'ils assimilaient à une invention juive. Néanmoins, afin d'affirmer la puissance du cinéma allemand, Joseph Goebbels a œuvré en faveur d'un tel système, notamment après le départ vers les États-Unis de personnalités comme Marlene Dietrich.
Le meilleur exemple de ce nouveau système est le recrutement, en 1937, de l'actrice suédoise Zarah Leander par la UFA, qui devient en quelques années une des vedettes les plus importantes et les mieux payées du cinéma allemand. Les campagnes de presse en sa faveur sont alors lancées par le bureau de presse de la UFA, cachant volontairement son passé d'actrice déjà célèbre en Suède pour se concentrer sur sa carrière de chanteuse. Ce bureau de presse va même jusqu’à donner des instructions détaillées aux journaux, sur la façon de la présenter et à Zarah Leander elle-même lors de ses apparitions publiques. Cette « starisation » est alors inédite en Allemagne. De hauts dignitaires du régime, comme Adolf Hitler, Joseph Goebbels ou Hermann Göring, apparaissent parfois en public accompagnés d'acteurs ou d'actrices alors très populaires, notamment afin de donner une coloration « glamour » aux manifestations du NSDAP, la plupart du temps dominées par des hommes. Hitler apprécie ainsi particulièrement les dîners mondains avec les actrices Olga Tchekhova et Lil Dagover. En 1935, Göring épouse même une actrice, Emmy Sonnemann. Les relations de Goebbels avec plusieurs stars de cinéma des femmes sont également connues ; une scène du film Le Voyage à Tilsit (en) faisant référence de manière trop explicite de la relation de son mari avec l’actrice Lída Baarová, conduit Magda Goebbels à demander à Hitler qu'elle soit renvoyée dans son pays natal, la Tchécoslovaquie.
Le proximité personnelle des dirigeants politiques est devenue pour les acteurs un facteur déterminant pour la réussite professionnelle des acteurs de cinéma (les circonstances floues de la mort de l’actrice Renate Müller, peut-être assassinée par la Gestapo pour son refus de tourner dans des films nazis en est un contre-exemple). Un système informel de listes a décidé à quelle fréquence un acteur pourrait tourner : des stars comme Zarah Leander, Lil Dagover ou Heinz Rühmann en bénéficient par exemple. Ces vedettes, qui bénéficient de la renommée offerte par le régime se voient aussi offrir dès 1938 des avantages fiscaux décidés par Hitler en personne : ils peuvent déduire 40 % de leurs revenus comme frais professionnels. Parmi les personnalités marquantes de cette période, on relève les réalisateurs Leni Riefenstahl, Eduard von Borsody, Willi Forst, Carl Froelich, Rolf Hansen, Veit Harlan et Georg Jacoby. Les artistes les plus en vue sont Zarah Leander, Kristina Söderbaum, Lída Baarová, Lil Dagover, Margot Hielscher, Marianne Hoppe, Brigitte Horney, Maria Landrock (en), Frida Richard et Annie Rosar. Quant aux acteurs, Horst Caspar, Otto Gebühr, Heinrich George, Joachim Gottschalk, Gustav Knuth, Ferdinand Marian, Hans Albers et Jakob Tiedtke partagent souvent les têtes d'affiches. D'autres personnalités marquent également la période, comme les producteurs Paul Graetz et Kurt Ulrich, ou le cadreur Walter Frentz. Les films sont tournés dans plusieurs studios, dont les studios de Babelsberg.
En 1944, Joseph Goebbels dresse une liste des « artistes irremplaçables » appelée la Gottbegnadeten-Liste, comprenant des personnalités comme Arno Breker, Richard Strauss et Johannes Heesters, des acteurs de cinéma et de théâtre (Hans Albers, Heinz Rühmann, Elisabeth Flickenschildt, Friedrich Kayßler). Pendant la Seconde Guerre mondiale, les stars du cinéma allemand soutiennent l'effort de guerre, en se produisant devant les troupes ou en recueillant des fonds pour l'Organisation de secours de l'hiver allemand (Winterhilfswerk). Bien que la plupart des stars masculines aient été exemptées du service militaire, certains ont mimé un engagement militaire pour les films d'actualités : ainsi, le très populaire Heinz Rühmann, qui avait un brevet de pilote, en 1941 en tant que courrier de la Luftwaffe.

## Festivals
Le cinéma allemand est l'un des participants de la Mostra de Venise, qui tend cependant à devenir une vitrine de l’Italie fasciste. En 1938, la Mostra subit ainsi les pesantes pressions politiques du gouvernement fasciste. Les vainqueurs sont imposés au jury international et les films primés sont le long métrage allemand Les Dieux du stade de Leni Riefenstahl et Luciano Serra, pilote de Goffredo Alessandrini, deux films ouvertement de propagande, même si le premier est encore aujourd'hui reconnu comme l'un des chefs-d'œuvre du cinéma des années 1930. Depuis 1938 donc, les pressions politiques faussent les résultats et ruinent le festival, avec l'avènement du conflit la situation dégénère à tel point que les éditions de 1940, 1941 et 1942, par la suite considérées comme « non avenues », se déroulent bien loin du Lido de Venise avec peu de pays participants et l'absolu monopole des œuvres et des réalisateurs appartenant à l'axe Rome-Berlin, dans un climat plus propagandistique qu'artistique, représentés également fortement par les stars italiennes comme Alida Valli, Assia Noris et Fosco Giachetti. La Coupe Mussolini, après avoir récompensé Riefenstahl en 1938, couronne Le Maître de poste de Gustav Ucicky en 1940, Oncle Krüger de Hans Steinhoff en 1941 et Le Grand Roi de Veit Harlan en 1942 comme « meilleur film étranger ».

## Innovations
Le cinéma allemand est marqué durant cette période par de nombreuses innovations, tant technologiques (pellicule Agfacolor) que techniques (cadrages et montages de Leni Riefenstahl).
En 2011, le réalisateur franco-australien Philippe Mora exhume deux films de propagandes réalisés (par un studio indépendant) en cinéma 3-D en 1936 et qui feraient du cinéma allemand sous le Troisième Reich le précurseur du cinéma en relief,.

## Traitement cinématographique de la période
L'industrie cinématographique allemande d’entre 1933 et 1945 a donné lieu à diverses reprises cinématographiques, ne serait-ce que dans des films où le ministre de la Propagande Goebbels est représenté comme le maître incontesté de ce cinéma allemand. On peut par exemple citer le film Inglourious Basterds de Quentin Tarantino (2009).
Dans un autre registre, la « nazisploitation » est un type de film d'exploitation et de sexploitation incluant des nazis commettant des actes criminels de nature sexuelle souvent dans des camps de concentration comme déjà perçus durant la Seconde Guerre mondiale.